# Nilgauantilope
Die Nilgauantilope oder Nilgaiantilope (Boselaphus tragocamelus), meistens nur kurz als Nilgau oder Nilgai bezeichnet, ist eine asiatische Antilopenart.

## Merkmale

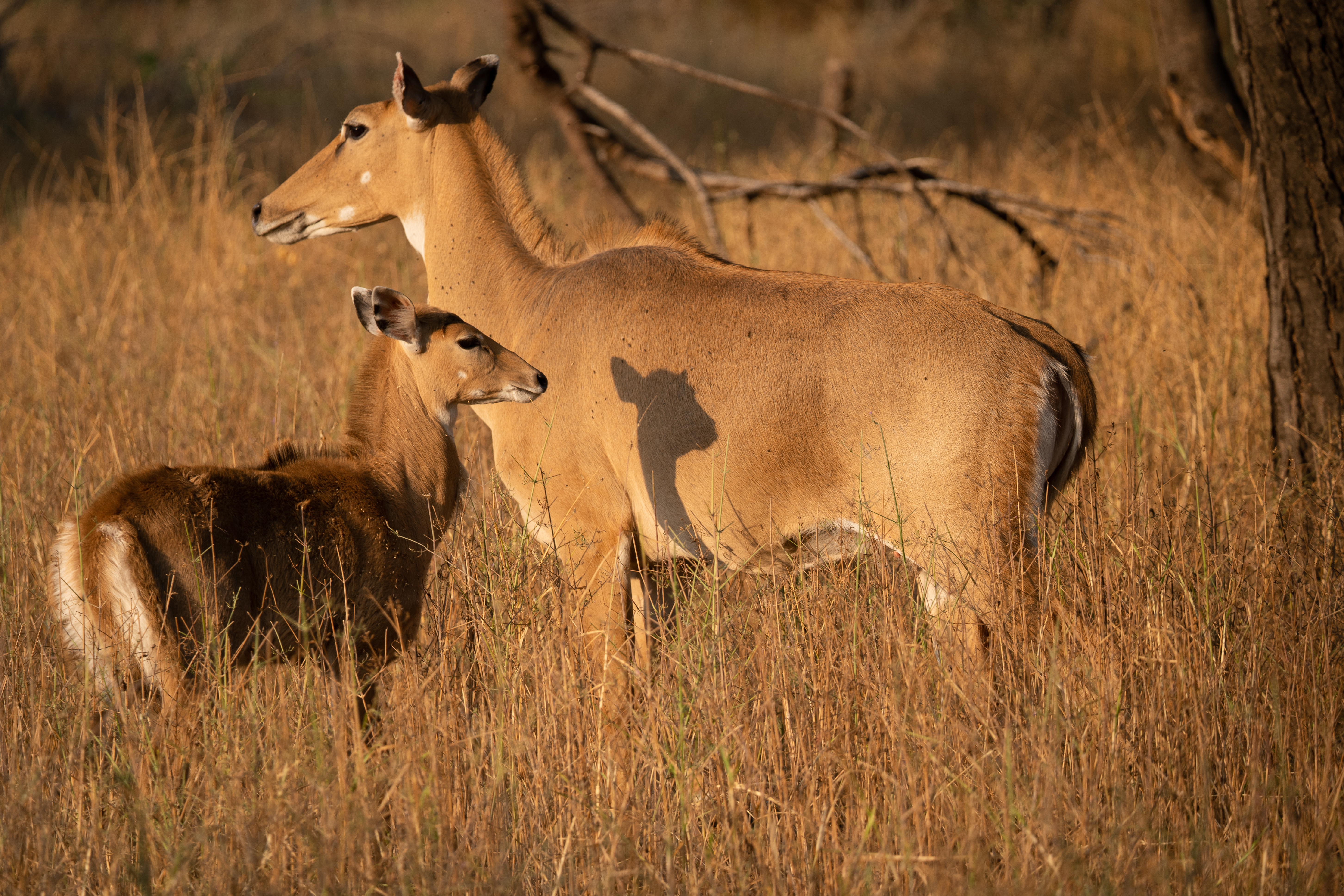
Weibliche Nilgauantilope mit Jungtier in Rajasthan

Sie ist eine große Antilope mit einem hohen Widerrist und einem hohen, seitlich abgeflachten Hals. Die Hinterbeine sind kürzer als die Vorderbeine. Der in einer Quaste endende Schwanz reicht bis zum Sprunggelenk. Sie hat eine Kopf-Rumpf-Länge von 170 (Weibchen) bzw. 180 bis 210 cm (Männchen), eine Schulterhöhe von 120 bis 140 cm und einen 45 bis 53 cm langen Schwanz. Männchen werden 200 bis 288 kg schwer, Weibchen erreichen ein Gewicht von 120 bis 212 kg. Die Färbung der Geschlechter ist unterschiedlich. Ausgewachsene Männchen sind dunkelgrau mit einem bläulichen oder braungrauen Einschlag. Die Mähne, die Schwanzquaste und die Spitzen der Ohren sind schwarz. Ein Fleck an der Kehle, zwei kleine Flecken auf jeder Wange, das Kinn, die Lippen, die Innenseiten der Ohren, die Unterseite des Schwanzes und je zwei Ringe oberhalb der Hufe sind weiß. Außerdem gibt es je zwei kleine schwarze Flecke in den Innenseiten der Ohren. Unterhalb des weißen Kehlfleck haben die Männchen einen von borstigen Haaren gebildeten Bart. Weibchen, Kälber und junge Männchen sind braun bis gelbbraun und zeigen die gleichen weißen Markierungen wie ausgewachsene Männchen. Nur Männchen besitzen Hörner, die bei geschlechtsreifen Tieren 15 bis 24 cm lang sind. Diese sitzen nah zusammen direkt hinter den knöchernen Augenhöhlen, sind schwarz, relativ glatt und gerade und nach oben gerichtet. An der Basis, die einen Umfang von ca. 20 cm hat, sind sie dreieckig, kantig vorne und flach hinten, und an der Spitze konisch. Die Molaren sind stark hypsodont mit hohen Kronen. An ihrer Form kann man das Alter der Tiere feststellen. Die Zahnformel lautet: {\displaystyle {\frac {0.0.3.3}{3.1.3.3}}}

## Verbreitung und Lebensraum

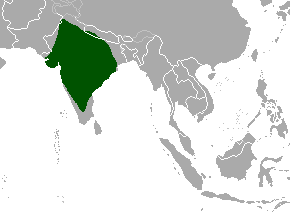
Verbreitungsgebiet des Nilgaus auf dem indischen Subkontinent

Heute ist die Nilgau weitgehend auf Indien und ein kleines Gebiet im nordöstlichen Pakistan beschränkt. In Bangladesch wurde sie ausgerottet, in Nepal ist sie auf Grund von Habitatzerstörungen selten geworden. Dort kommt sie noch im Suklaphanta-Wildreservat vor, das direkt an die Grenze zu Indien angrenzt. Nur durch Knochenfunde weiß man, dass diese Antilope bis in historische Zeit noch in Westasien und Ägypten vorkam; dort starb sie gegen 500 v. Chr. aus unbekannter Ursache aus. Vom Menschen eingeführte Populationen gibt es in Südafrika, Texas und den mexikanischen Bundesstaaten Coahuila, Nuevo León, Sonora und Veracruz.
Die Nilgauantilope lebt in ihrem ursprünglichen Verbreitungsgebiet auf dem indischen Subkontinent vor allem in leicht hügeligen Gegenden, in denen sich Buschland mit kleinen Bäumen und offene Grasländer abwechseln. In dichten Wäldern ist sie selten. Landwirtschaftlich genutzte Flächen sucht sie in der Nacht auf und versteckt sich tagsüber in dichter Vegetation. In Regionen, in denen sie vorkommt, liegt ihre Populationsdichte bei 0,2 bis 11,4 Individuen pro km². Die Nilgauantilope kommt nur in Gegenden mit offenen Wasserstellen vor und zum Trinken gehen die Tiere auch in die Gewässer. Im südlichen Texas lebt die Nilgauantilope in dichtem Buschland und lichten Wäldern mit Virginia-Eichen und in der südlichen Küstenprärie.

## Lebensweise

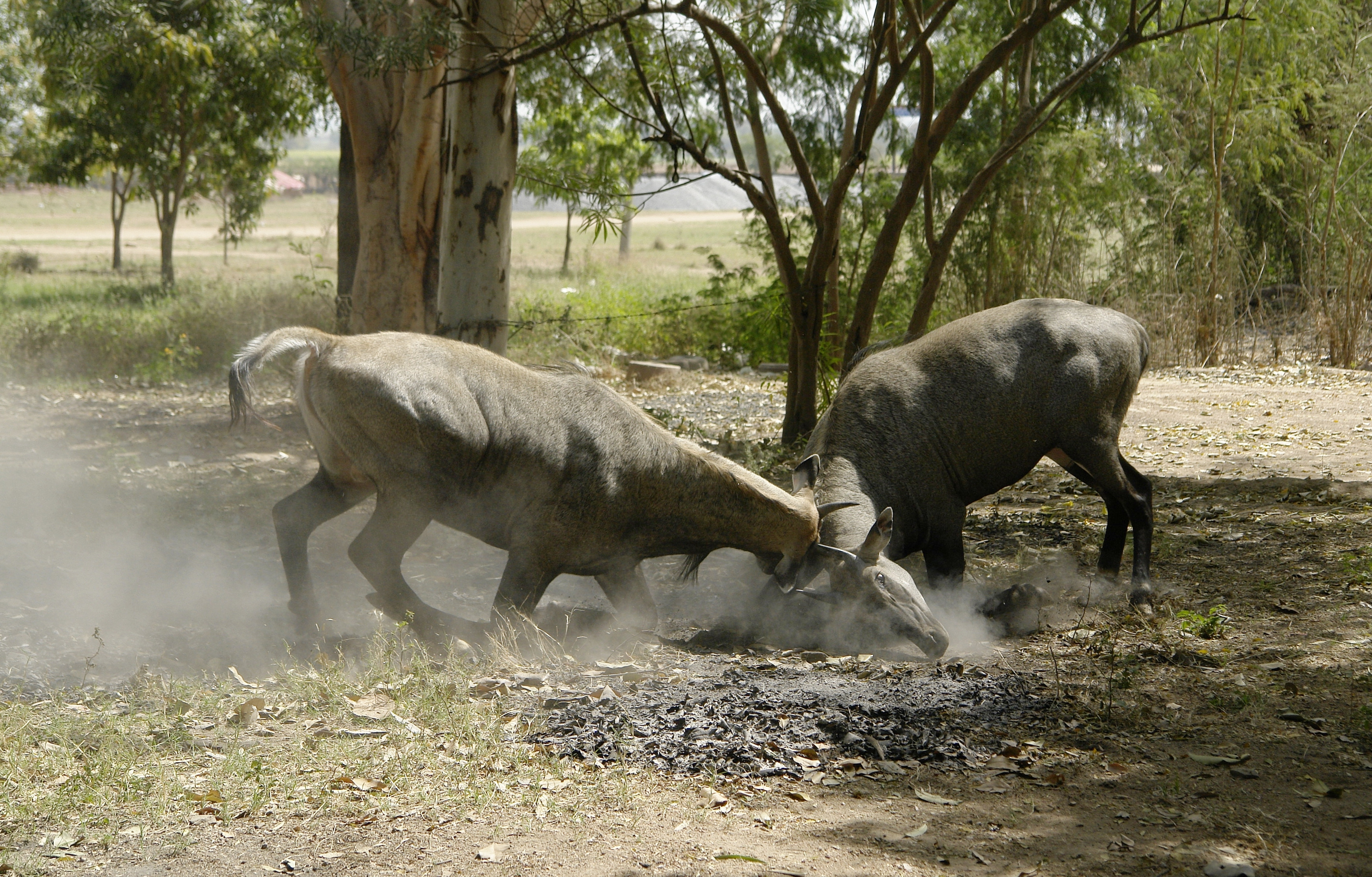
Ritualkampf männlicher Tiere

Ältere Männchen sind Einzelgänger; dagegen bilden Weibchen und Jungtiere Herden von etwa zehn Tieren. Jüngere Männchen bilden eigene Verbände oder schließen sich den Weibchenverbänden an. Zur Paarungszeit suchen die Männchen die Gruppen der Weibchen auf und vertreiben gegebenenfalls dort anwesende andere Männchen. Oft kommt es dabei zu ritualisierten Kämpfen, bei denen die Hälse gegeneinander gestemmt werden. Ernsthafte Kämpfe mit den Hörnern sind selten. Ein Männchen versucht jeweils mehrere Weibchen um sich zu sammeln und sich mit ihnen zu paaren. Weibchen werden mit einem Alter von 2 Jahren geschlechtsreif und ihr erstes Jungtier bekommen sie normalerweise nach einer Tragzeit von 243 bis 247 Tagen im Alter von 3 Jahren. Zwillingsgeburten sind häufig. Im Süden von Texas sind etwa die Hälfte aller Geburten Zwillingsgeburten. Auch Drillinge kommen vor. Nach der Geburt verstecken die Weibchen ihren Nachwuchs etwa einen Monat lang auch vor Artgenossen in dichter Vegetation. In freier Wildbahn werden Nilgauantilopen 12 bis 13 Jahre alt, in menschlicher Obhut gehaltene Tiere wurden schon 20 oder 21 Jahre alt.
Nilgauantilopen ernähren sich vor allem von Gräsern, Kräutern und den fressbaren Bestandteilen holziger Vegetation. Letztere ist in den indischen Trockenwäldern ihre Hauptnahrung. Im Keoladeo-Nationalpark wurde festgestellt, dass sie auch Früchte fressen. In Kotproben fand man die Samen von 34 Pflanzenarten. In Texas fressen die Tiere 167 Pflanzenarten, 66 Gräser, 89 Kräuter und 12 verholzende Pflanzen. Zwei Drittel der Ernährung besteht aus Gräser, die Kräuter haben einen Anteil von einem Viertel. Generell fressen ausgewachsene Männchen mehr Gras als die Weibchen und Jungtiere und Jungtiere fressen mehr Kräuter als ausgewachsene Tiere.

## Systematik
Als Autor der Erstbeschreibung der Nilgauantilope gilt der deutsche Naturforscher Peter Simon Pallas. Er gab ihr 1766 die wissenschaftliche Bezeichnung Antilope tragocamelus. Die Gattung Boselaphus wurde 1816 durch den französischen Zoologen Henri Marie Ducrotay de Blainville eingeführt. Der wissenschaftliche Name Boselaphus tragocamelus spielt auf das Erscheinungsbild der Nilgau an, das Merkmale verschiedener Huftiere zu vereinen scheint. In dem Namen stecken die Wörter bos (lateinisch „Rind“), elaphos (griechisch „Hirsch“), tragos (griechisch „Ziegenbock“) und kamelos (griechisch „Kamel“).
Boselaphus ist rezent monotypisch, umfasst also nur Boselaphus tragocamelus. Es wurde jedoch auch eine ausgestorbene Art beschrieben, Boselaphus namadicus. Diese wurde 1878 zuerst durch den Schweizer Ludwig Rütimeyer unter der Bezeichnung Portax namadicus beschrieben, im gleichen Jahr aber, wegen der großen Ähnlichkeit mit der Nilgauantilope, durch den englischen Naturforscher und Paläontologen Richard Lydekker der Gattung Boselaphus zugeordnet. Boselaphus namadicus lebte vor 3,6 bis 0,6 Millionen Jahren. Fossilien fand man in den Siwaliks, der äußersten Vorgebirgskette des südlichen Himalayas. Boselaphus namadicus gilt als unmittelbarer Vorfahre der Nilgauantilope.

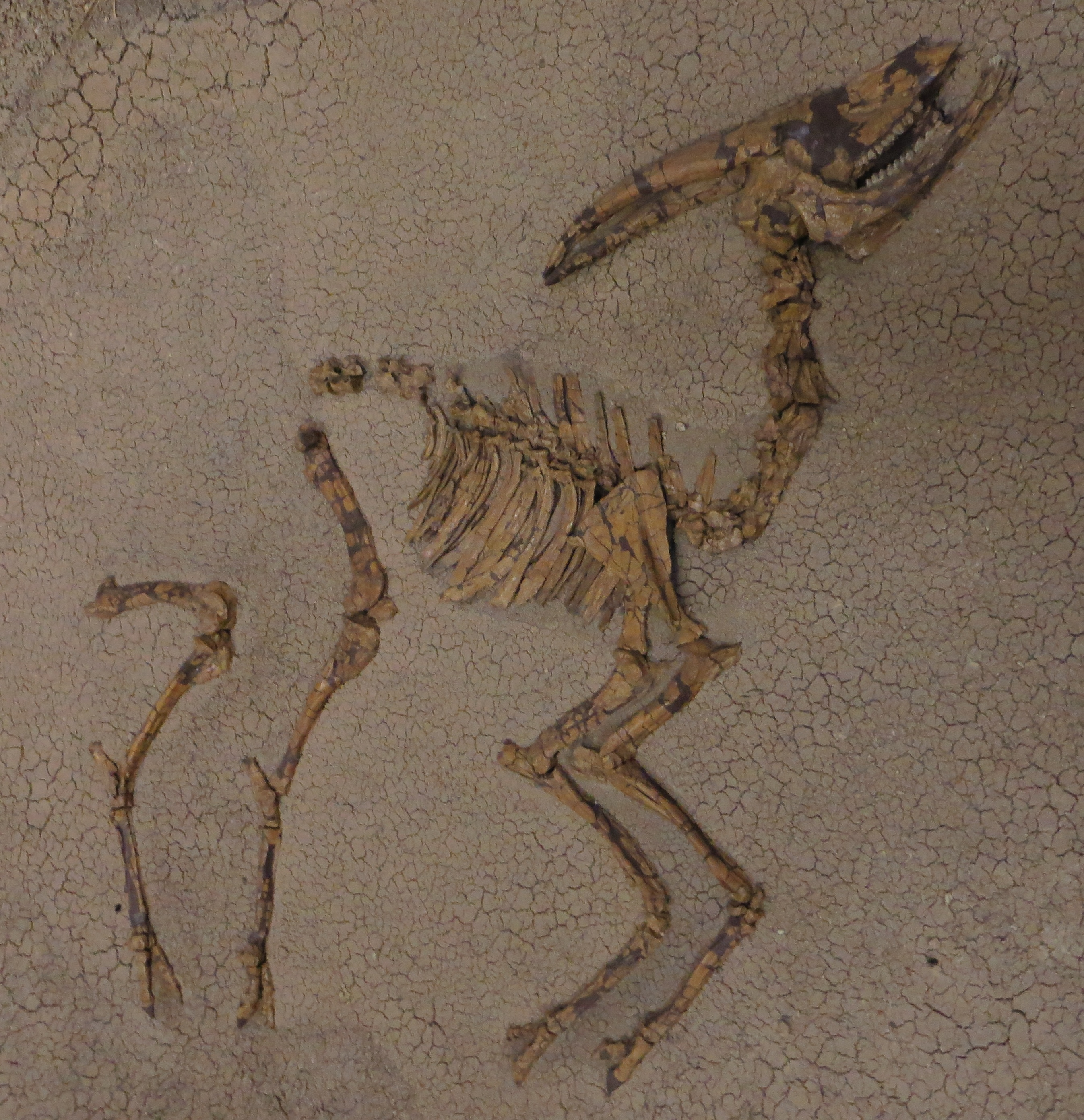
Miotragocerus-Fossil im Naturkundemuseum Karlsruhe

Der nächste heute lebende Verwandte der Nilgauantilope ist die Vierhornantilope (Tetracerus quadricornis), die ebenfalls auf dem indischen Subkontinent vorkommt. Mit einer Reihe fossiler Gattungen (Elachistoceras, Eotragus, Miotragocerus, Pachyportax, Selenoportax und Tragoportax) bilden diese beiden Antilopen die Tribus Boselaphini. Gemeinsames Merkmal der Boselaphini ist eine ähnliche Horn- und Schädelanatomie. Die ausgestorbenen Boselaphini lassen sich seit dem späten Miozän vom Mittelmeerraum bis nach Birma nachweisen.

## Menschen und Nilgauantilopen
Im Hinduismus wurde die Nilgau wegen ihrer Ähnlichkeit mit Hausrindern als naher Verwandter der „Heiligen Kuh“ eingestuft und war deshalb lange keinerlei Verfolgung ausgesetzt. Seit 1900 sind die Bestände aber vor allem durch Habitatzerstörung zurückgegangen. Die Populationszahlen werden von der IUCN auf 70.000 bis 100.000 geschätzt. In den 1930ern wurden Nilgauantilopen im südlichen Texas ausgesetzt und haben sich dort inzwischen so stark verbreitet, dass ihre Bestandszahlen mit 37.000 beziffert werden. Die Art gilt als ungefährdet.

## Name
Der Name Nilgau bzw. Nilgai leitet sich von der Hindi-Bezeichnung nīlgāī (नीलगाई) ab, die wörtlich „blaue Kuh“ bedeutet. Im Englischen existiert außerdem die Bezeichnung bluebuck („Blaubock“). Im deutschen Sprachgebrauch wird allerdings eine andere Antilope aus der Gruppe der Pferdeböcke als Blaubock bezeichnet.
In Indien haben die Behörden versucht, die Bezeichnung Rojad als neuen Namen für die Nilgauantilope zu etablieren, um die Assoziation der Antilope mit der von vielen Hindus als heilig erachteten Kuh zu vermeiden. Dadurch soll die Jagd auf das als Ernteschädling erachtete Tier ermöglicht werden ohne religiöse Gefühle zu verletzen.